# Luna 11
Luna 11 (in russo Луна-11?) fu il secondo tentativo da parte dell'URSS, coronato da successo, di porre in orbita lunare un satellite artificiale. Luna 11 rappresentò una evoluzione rispetto a Luna 10.

## La missione
Luna 11 fu lanciata il 24 agosto 1966 alle 08:03:21 UTC e si immise in orbita lunare il 27 agosto 1966. Gli obiettivi della missione erano studiare le emissioni gamma e X della Luna per individuare la sua composizione chimica, le anomalie gravitazionali, scoprire la concentrazione di meteoriti vicino alla Luna,verificare l'intensità della radiazione vicino alla Luna, ricavare per la prima volta delle foto della Luna da un satellite artificiale, testare il comportamento di ingranaggi nel vuoto, nella previsione di un rover lunare.
Luna 11 completò 277 orbite ed effettuò 137 trasmissioni radio. Il sistema di ripresa video era simile a quello della sonda Zond 3 e aveva una risoluzione di 15/20 metri a pixel. Tuttavia non fu possibile riprendere alcuna foto della superficie lunare perché la navicella perse il corretto orientamento con la Luna. Questo inconveniente fu causato da un corpo estraneo che si inserì dentro uno degli ugelli del controllo assetto. Luna 11 fu lanciata solo due settimane dopo il lancio della sonda statunitense Lunar Orbiter.
Le trasmissioni si interruppero il 1º ottobre 1966 quando le batterie di bordo si esaurirono.